# Карпентер, Морган
Морган Карпентер (англ. Morgan Carpenter; род. 1966, Австралия) — биоэтик, интерсекс-активист и научный сотрудник. В 2013 году Карпентер стал президентом Intersex Human Rights Australia (IHRA) (ранее OII Australia). В настоящее время является соисполнительным директором IHRA. В 2013 году создал интерсекс-флаг. В 2015 году стал одним из основателей проекта, посвященного Дню интерсекс-людей. Австралийская сеть Gay News Network включила его в число значимых ЛГБТИ-людей.

## Биография
Карпентер выпускник факультета биоэтики в Сиднейского университета, также он имеет образование Технологического университета Сиднея, Городского университета Дублина и Университета Ковентри. Во взрослом возрасте Карпентер узнал, что является интерсекс-человеком, что было описано как «неопределенный пол» и хирургический анамнез.

## Правозащитная деятельность
Морган Карпентер был одним из основателей Intersex Human Rights Australia и стал президентом организации в 2013 году. Карпентер выступил от лица IHRA в Сенате во время рассмотрения вопроса по антидискриминационному законодательству, что послужило включению интерсекс-людей в антидискриминационный закон 1 августа 2013 года и расследованию комитетом Сената вопроса о принудительных стерилизациях людей с ограниченными возможностями и интерсекс-людей. Карпентер также является автором критики евгенического отбора по интерсекс-признакам. Карпентер выступает рецензентом веб-сайта DSD Genetics, финансируемого Национальным советом по здравоохранению и медицинским исследованиям, Австралия, и участвует в реформировании международных медицинских классификаций и медицинской практики в Австралии.
В марте 2014 года, вместе с Мауро Кабралом и представителями Intersex UK и Zwischengeschlecht, Карпентер принял участие в «Первом мероприятии Совета по правам человека ООН по интерсекс-вопросам».
Карпентер публиковался в The Guardian, SBS, Австралийская радиовещательная корпорация, и другими СМИ. Он выступает против стигматизации интерсекс-людей, и высказывался в австралийских СМИ по вопросам, касающихся спортсменок, предположительно имеющих интерсекс-черты.
Карпентер также был членом редакционного комитета и подписывал Джокьякартские принципы.

### Интерсекс-флаг
В 2013 году Морган Карпентер разработал интерсекс-флаг.

### Книги и главы из книг
- Carpenter Morgan. The Legal Status of Intersex Persons. — Cambridge, England: Intersentia, 2018. — С. 445—514.Tiffany Jones, Bonnie Hart, Morgan Carpenter, Gavi Ansara, William Leonard, Jayne Lucke. Intersex: Stories and Statistics from Australia. — Cambridge, UK: Open Book Publishers, 2016. — ISBN 978-1-78374-208-0.
- Morgan Carpenter, Dawn Hough. Employers' Guide to Intersex Inclusion. — Sydney, Australia: Pride in Diversity и Organisation Intersex International Australia, 2014. — ISBN 978-0-646-92905-7.
- Morgan Carpenter. The employment of people with disabilities in small and medium-sized enterprises. — Dublin, Ireland: European Foundation for the Improvement of Living and Working Conditions, 1998. — ISBN 978-92-828-2949-3.

### Статьи в журналах
- Morgan Carpenter, Katrina Karkazis. Impossible "choices": The inherent harms of regulating women's testosterone in sport (англ.) // Journal of Bioethical Inquiry. — 2018. — Т. 15, № 4. — С. 579—587. — ISSN 1872-4353. — PMID 30117064.
- Morgan Carpenter. Intersex variations, human rights, and the International Classification of Diseases (англ.) // Health and Human Rights Journal. — 2018. — Т. 20, № 2. — ISSN 2150-4113.
- Morgan Carpenter. The 'normalization' of intersex bodies and 'othering' of intersex identities in Australia (англ.) // Journal of Bioethical Inquiry. — 2018. — Т. 15, № 4. — С. 487—495. — ISSN 1872-4353. — doi:10.1007/s11673-018-9855-8. — PMID 29736897.
- Morgan Carpenter. The human rights of intersex people: addressing harmful practices and rhetoric of change (англ.) // Reproductive Health Matters. — 2016. — Т. 24, № 47. — С. 74—84. — ISSN 0968-8080. — doi:10.1016/j.rhm.2016.06.003. — PMID 27578341.